# Optimus (NVIDIA)
 (mars 2012).
Si vous disposez d'ouvrages ou d'articles de référence ou si vous connaissez des sites web de qualité traitant du thème abordé ici, merci de compléter l'article en donnant les références utiles à sa vérifiabilité et en les liant à la section « Notes et références ».

Optimus est une technologie mise au point par la société NVIDIA permettant d'activer ou non la carte graphique d'un PC portable en fonction des exigences graphiques de l'activité de l'utilisateur.

## Historique
Optimus s'adresse aux netbooks et ordinateurs portables dont le processeur possède un circuit graphique de faible puissance et auquel est adjoint soit un circuit graphique, soit une carte graphique, dont la consommation diminue l'autonomie de l'ordinateur. Un bon compromis entre autonomie et performances graphiques consiste à choisir au vol celle des deux solutions graphiques le plus appropriée pour chaque application.
Officialisée en février 2010, cette technologie succède au Hybrid-SLI qui consistait à passer du processeur graphique intégré à la carte graphique dédiée et inversement, dans le même but.
L'amélioration notable qu'apporte Optimus dans le monde des processeurs graphiques mobiles est que la transition entre le processeur graphique intégré et GPU se fait de manière totalement transparente pour l'utilisateur. Sous Windows Vista, l'Hybrid-SLI devait être géré de façon manuelle. 
Cette technologie est devenue un argument de vente pour les netbooks milieu et haut de gamme qui en bénéficient, bien qu'en octobre 2012 les distributions Linux ne la gèrent pas en natif (il faut dans leur cas installer Bumblebee).
Avec l'arrivée d'AMD dans le secteur des netbooks, une solution concurrente basée sur le même principe est disponible (AMD Enduro (en)).

## Fonctionnement
À l'heure actuelle (2011), la technologie Optimus n'est pas supportée officiellement sous Linux, et n'est pas prévue en développement immédiat. Néanmoins une solution sous licence GPL du nom de Bumblebee existe depuis mai 2011.
Cependant, il est à noter, que sous certaines distributions Linux, notamment Manjaro Linux, la technologie Optimus de chez NVIDIA est supportée nativement. 